# Sigournea multidentata
Sigournea multidentata è un tetrapode estinto, di incerta collocazione sistematica. Visse nel Carbonifero inferiore (Viséano, circa 335 milioni di anni fa) e i suoi resti fossili sono stati ritrovati in Nordamerica.

## Descrizione e classificazione
Sigournea multidentata venne descritto per la prima volta nel 2006 da Bolt e Lombard, sulla base di una mandibola parziale proveniente da un riempimento di fessura del Calcare di St. Louis nei pressi della città di Sigourney, in Iowa (Stati Uniti). La mandibola risale al Viseano, a circa 335 milioni di anni fa. L'epiteto specifico, multidentata, allude ai numerosi denti presenti sulla mandibola. Questa è fortemente ricurva verso il basso, ma ciò è dovuto probabilmente a una deformazione avvenuta durante il processo di fossilizzazione. Lungo il margine esterno della mandibola sono presenti 88 piccoli denti appuntiti. Un'ulteriore fila di denti ancora più piccoli è presente lungo i coronoidi, tre ossa posizionate nella parte interna della mandibola, lungo l'osso dentale. Secondo Bolt e Lombard, autori della prima descrizione, Sigournea era un rappresentante basale dei tetrapodi, sulla base della presenza di superfici delle ossa ricoperte da piccoli solchi e creste, una singola fila di denti sull'osso dentale, un'articolazione mandibolare rivolta verso l'alto e un solco aperto per una linea laterale lungo la superficie esterna della mandibola. Anche l'assenza di denti sull'osso prearticolare e l'assenza di grandi zanne sui coronoidi indicherebbero la sua appartenenza ai tetrapodi. Sigournea differiva da altri tetrapodi basali nell'avere alcuni buchi all'interno di una depressione nota come finestra exomeckeliana, sulla superficie interna della mandibola. 
Non è chiaro quali siano i più stretti parenti di Sigournea tra i tetrapodi. Bolt e Lombard non inclusero questo taxon in un'analisi filogenetica, perché pensavano che la singola mandibola non possedesse abbastanza caratteristiche anatomiche da determinarne le relazioni. Nel 2008, tuttavia, lo stesso Bolt e Marcello Ruta pubblicarono un'analisi filogenetica in cui includevano Sigournea, e riscontrarono somiglianze con l'altrettanto enigmatico Occidens portlocki, una specie di tetrapode basale descritto nel 2004 e proveniente dal Carbonifero inferiore dell'Irlanda del Nord. Altre analisi hanno indicato che Sigournea potrebbe essere un parente stretto del bafetoide Spathicephalus (Milner et al., 2009), sulla base della presenza in entrambi i taxa di piccoli denti marginali ravvicinati. Tuttavia, anche questa ipotesi non è stata testata in alcuna analisi filogenetica. 